# Erik Bergman (1926–1984)
Bror Erik-Ingvar Bergman, född 21 december 1926 i Hanebo församling i Gävleborgs län, död 22 oktober 1984 i Bollnäs, var en svensk kompositör och textförfattare. Han arbetade ofta under pseudonymen "Beman", och skrev bland annat "Rosen" till Arne Qvick.

## Filmmusik
- 1969 – Åsa-Nisse i rekordform